# Sarobela spectabilis
Sarobela spectabilis är en fjärilsart som beskrevs av Turner 1936. Sarobela spectabilis ingår i släktet Sarobela och familjen nattflyn. Inga underarter finns listade.